# Atkinsia cubensis
Atkinsia cubensis es una especie de planta fanerógama perteneciente a la familia Malvaceae. Es originaria de Cuba. Está considerada en peligro de extinción por la pérdida de hábitat.

## Descripción y hábitat
Este árbol era común en algunas áreas a lo largo de Cuba en el semi-bosque de las tierras bajas.
Como resultado de la quema y el pastoreo, el hábitat se ha sustituido en gran medida por la sabana secundaria.

## Taxonomía
Atkinsia cubensis fue descrito por (Britton & P.Wilson) R.A.Howard y publicado en Bulletin of the Torrey Botanical Club 76(2): 97. 1949.
Sinonimia
- Maga cubensis Britton & P. Wilson
- Thespesia cubensis (Britton & P. Wilson) J.B. Hutch.[3]